# جيمس س. مارس
جيمس س. مارس (بالإنجليزية: James C. Mars)‏ هو طيار أمريكي، ولد في 8 مارس 1875، وتوفي في 25 يوليو 1944 في لوس أنجلوس في الولايات المتحدة.